# Емпуса
Емпу́са або Емпу́за (грец. Empusa) — у давньогрецькій міфології нічна демонічна істота, одне із страховищ підземного світу, здатне змінювати свою подобу, щоб лякати людей і висмоктувати з них кров.

## Образ і функції
Емпусу, так само як і ламій, зараховували до почту Гекати. За міфом, Емпуса могла набувати різних страхітливих подоб, що лякали подорожніх, частіше жінок і дітей. Згідно з повір'ям, вона часто викрадала маленьких дітей, висмоктувала кров у вродливих юнаків, постаючи перед ними в подобі привабливої жінки або мари. Наситившись кров'ю, часом пожирала й м'ясо жертв. Емпусу пов'язували з ериніями (евменідами).

## Ремінісценції в культурі
В комедії Арістофана «Жаби» Емпуса постає перед героями в подобі жінки та перетворюється на собаку. Одна нога в неї мідна, інша — з гною.
У трактаті Томаса Гоббса «Основи філософії» Емпуса слугує метафорою сучасної йому церкви. Одна її нога, здорова — це Святе Писання, інша, хвора — антична філософія.